# Nola lagunculariae
Nola lagunculariae är en fjärilsart som beskrevs av Dyar 1901. Nola lagunculariae ingår i släktet Nola och familjen trågspinnare. Inga underarter finns listade i Catalogue of Life.